# Noyellette
Noyellette ist eine französische Gemeinde mit 156 Einwohnern (Stand 1. Januar 2022) im Département Pas-de-Calais in der Region Hauts-de-France. Sie gehört zum Arrondissement Arras und zum Kanton Avesnes-le-Comte.

## Bevölkerungsentwicklung
- 1962: 099
- 1968: 104
- 1975: 102
- 1982: 155
- 1990: 194
- 1999: 183